# Glen Carbon
Glen Carbon è un comune degli Stati Uniti d'America, situato in Illinois, nella Contea di Madison.